# NGC 1215
NGC 1215 este o galaxie spirală situată în constelația Eridanul. A fost descoperită în 21 octombrie 1886 de către Lewis A. Swift. Se află la o distanță de 64,37 de megaparseci de Pământ.